# Carlo Francesco Nuvolone
Carlo Francesco Nuvolone (Milano, 1609 – Milano, 1662) è stato un pittore italiano.

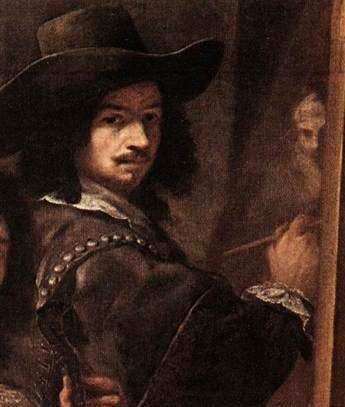
Autoritratto, particolare de La famiglia dell'artista, Milano, Pinacoteca di Brera.

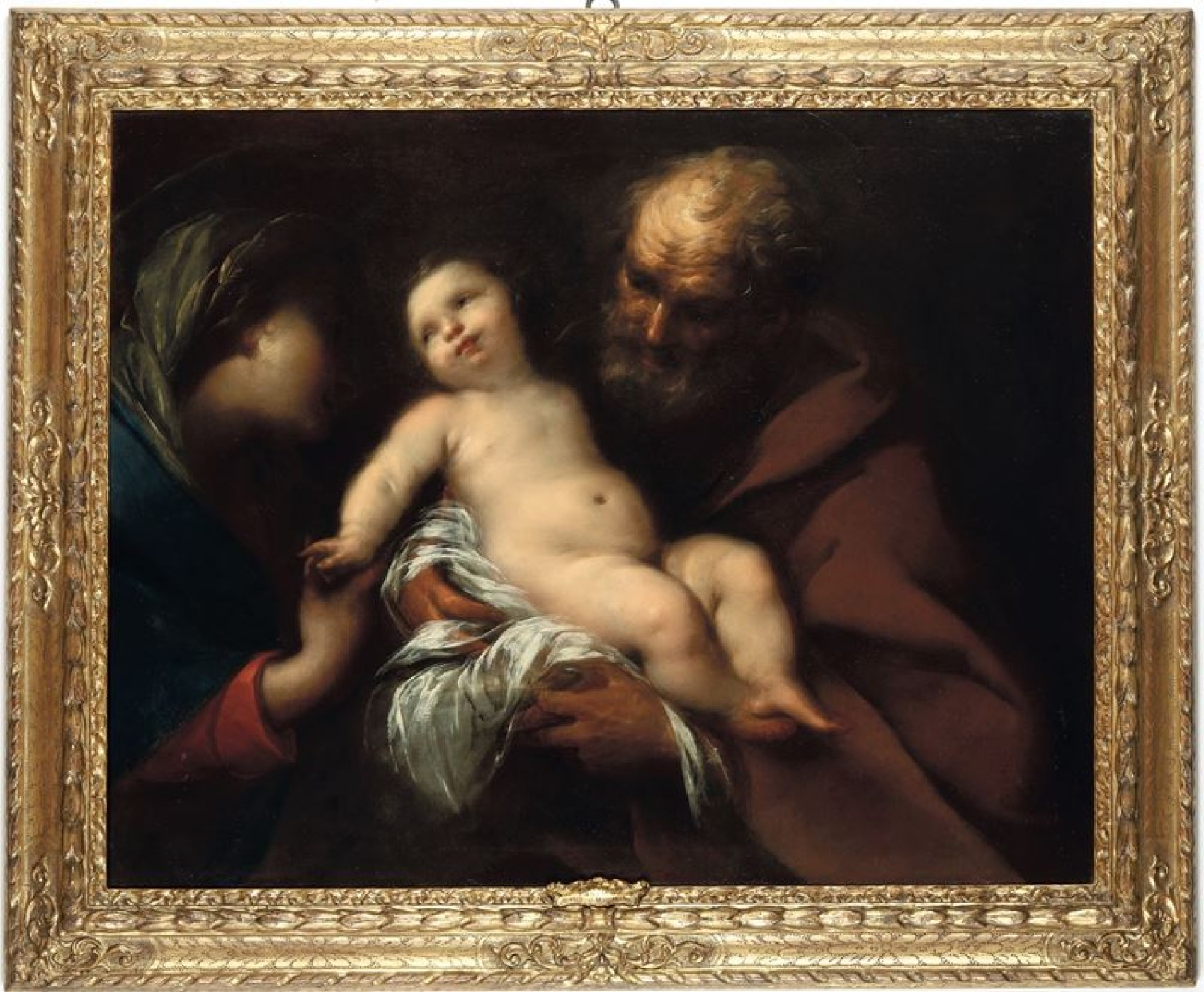
Sacra Famiglia

Esponente, come il fratello minore Giuseppe Nuvolone (1619-1703), della scuola lombarda del XVII secolo, Carlo Francesco frequentò l'Accademia Ambrosiana dove fu allievo del padre Panfilo Nuvolone (1581-1651) e di Giovanni Battista Crespi detto il Cerano (1557-1632).

## Biografia
La sua prima opera firmata è il Miracolo di santa Marta, oggi conservato nel seminario arcivescovile di Venegono Inferiore. Nel 1631 dipinse La Madonna con il Bambino tra sant'Anna e san Giuseppe appare a san Vincenzo – olio su tela cm 255 x 160 del 1631 – posto nella cappella di Sant'Anna, transetto destro, della chiesa parrocchiale dei Santi Vincenzo e Anastasio a Varallo Pombia.
Nel 1645 dipinse la Purificazione della Vergine, dipinto conservato presso il Museo civico di Piacenza.
Lavorò alla Certosa di Pavia, in particolare alla cappella di San Michele, e dipinse molte tele con soggetti sacri e ritratti.
Lavorò al Sacro Monte di Varese eseguendo gli affreschi della III e della V cappella, e al Sacro Monte di Orta, dipingendo la X e XVII Cappella.
Dipinse anche alcune cappelle della collegiata di San Lorenzo a Chiavenna e alcuni suoi dipinti sono conservati presso la chiesa di Santo Stefano ad Appiano Gentile.
Alla sua produzione profana, particolarmente apprezzata dai collezionisti, appartengono le due belle tele oggi conservate presso l'Accademia Tadini di Lovere che rappresentano Susanna con i vecchioni e Giuseppe e la moglie di Putifarre.

Morì a Milano nel 1662.

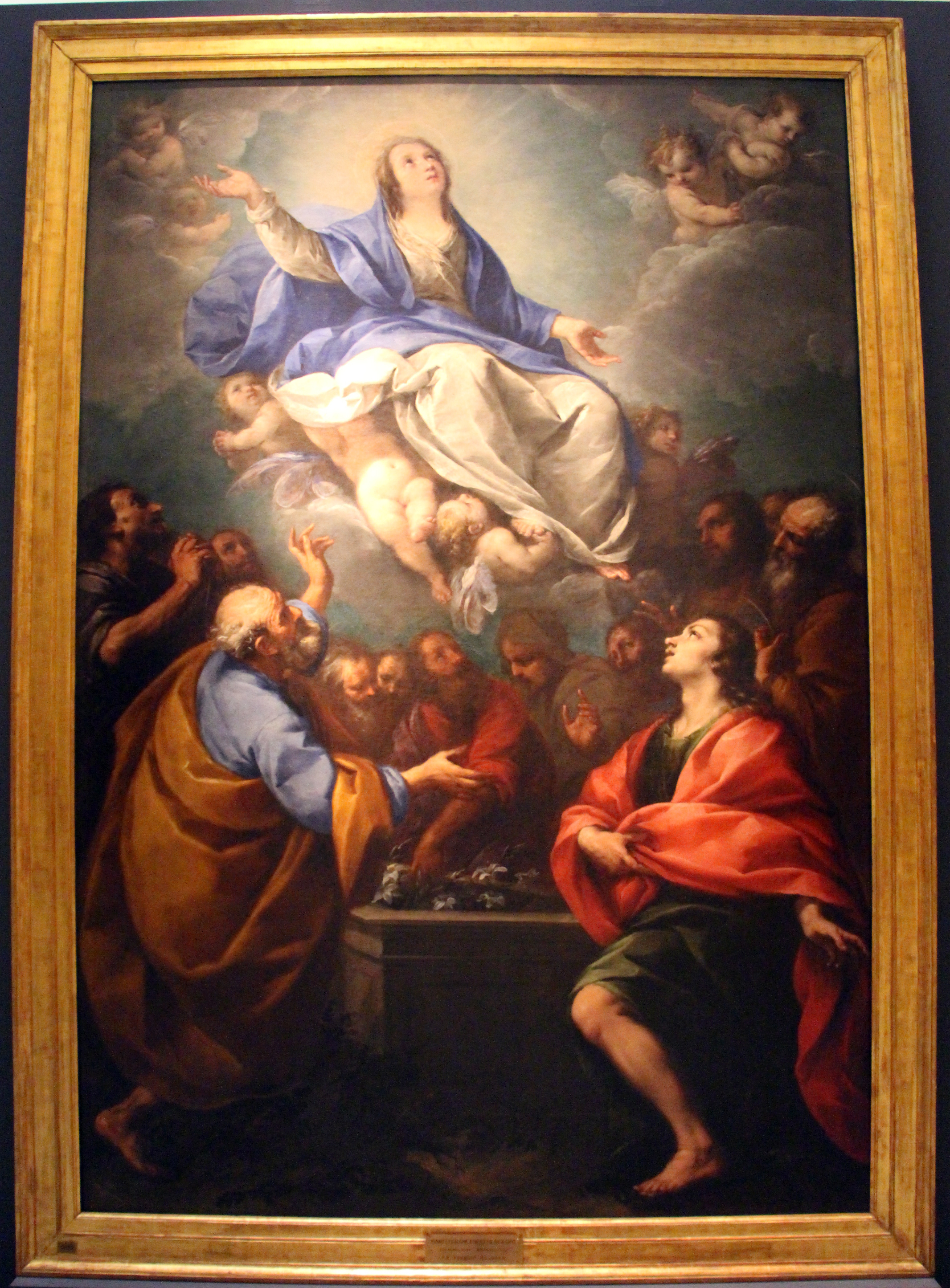
Assunta, Pinacoteca di Brera, Milano,1646
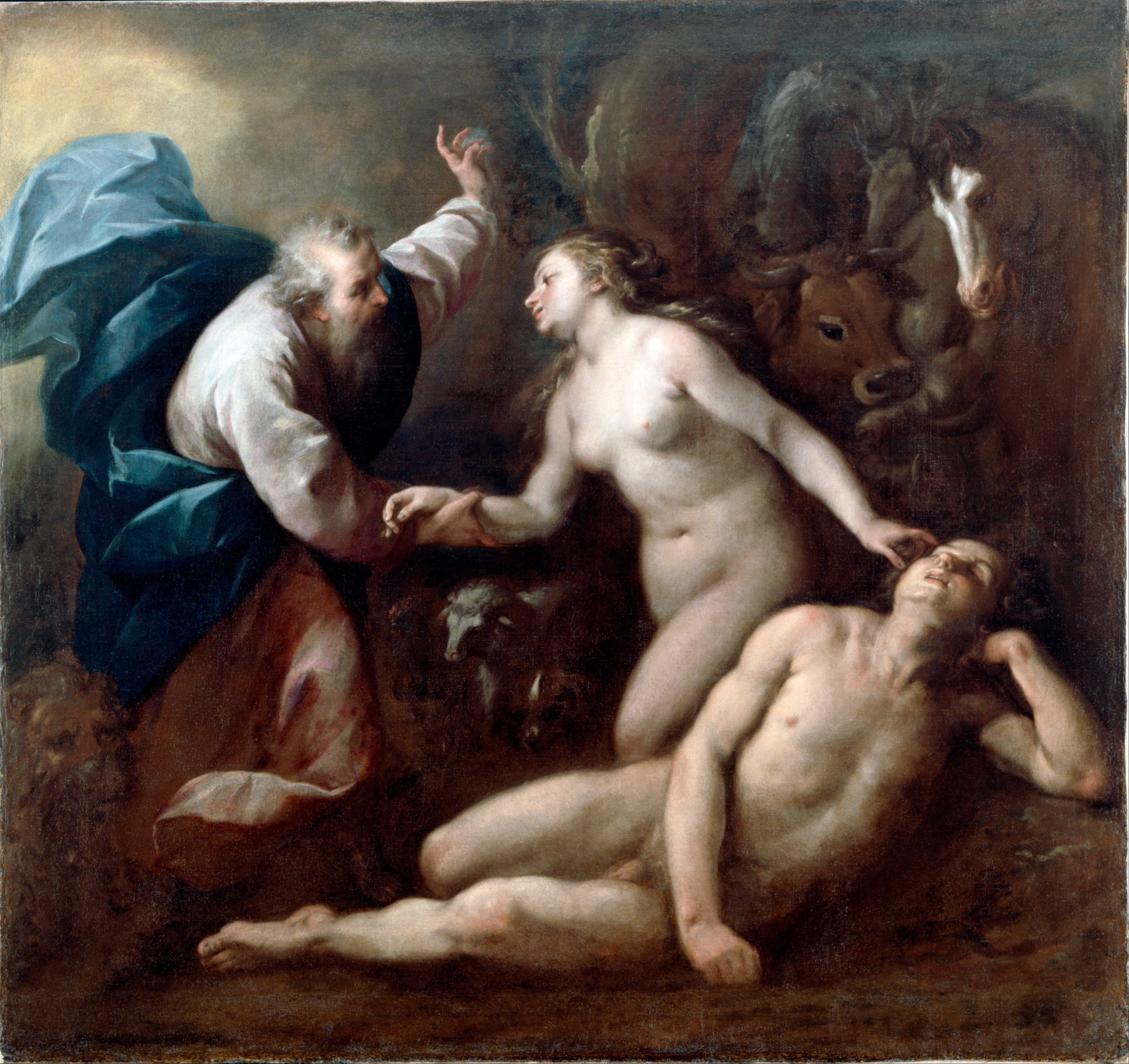
Creazione di Eva, Dulwich Picture Gallery
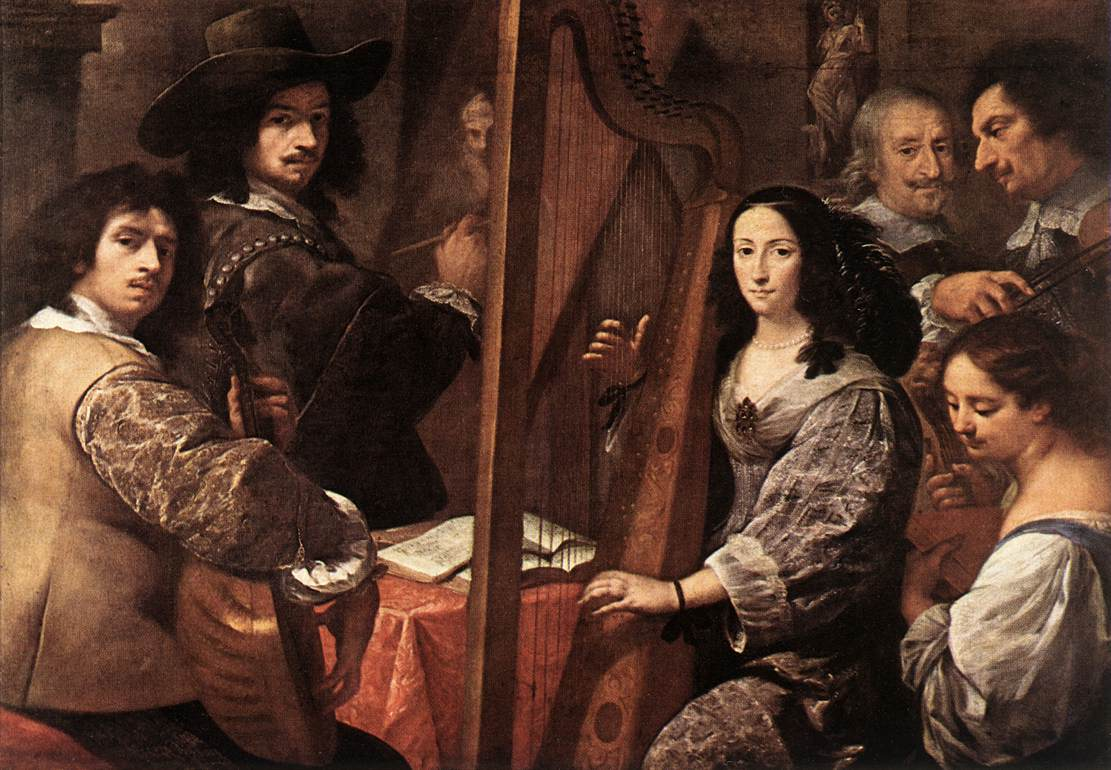
La famiglia dell'artista, Milano, Pinacoteca di Brera.

## Opere principali

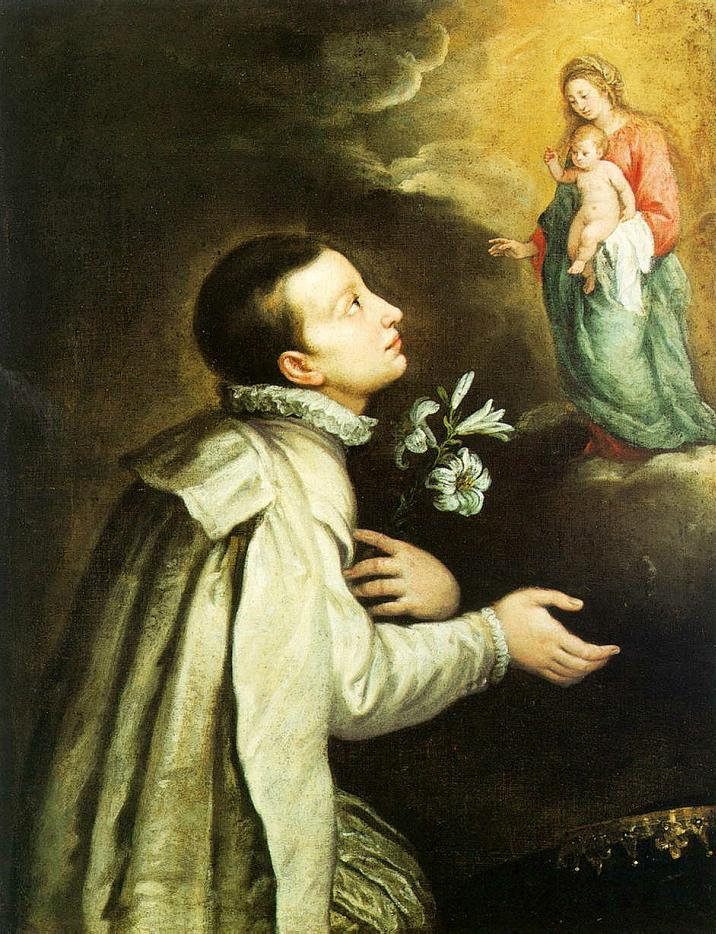
San Luigi Gonzaga, 1608-1665.

### Tele
- La Madonna con il Bambino tra sant'Anna e san Giuseppe appare a san Vincenzo, Varallo Pombia, 1631, olio su tela, 255 x 160 cm, Chiesa dei Santi Vincenzo e Anastasio (Varallo Pombia)
- Pietà e santi, Chiesa dei Santi Gervasio e Protasio (Bormio), 1631
- S. Giovanni Evangelista chiesa di S. Stefano a Milano
- Sogno di s. Giuseppe Chiesa di Sant'Agostino (Como)
- Quattro evangelisti Quadreria arcivescovile di Milano
- Assunta e santi chiesa di S. Francesco a Pontremoli
- Martirio dei ss. Vito e Modesto destinata alla chiesa di S. Vito al Pasquirolo (Milano, Museo diocesano)
- lunetta con S. Michele arcangelo Pinacoteca di palazzo Volpi di Como
- Scuola di s. Agostino dei Musei civici di Milano
- Miracolo di santa Marta, Venegono Inferiore, Seminario arcivescovile
- Madonna col Bambino, Corbetta, prima metà del XVII secolo, olio su tela, Santuario Arcivescovile della Beata Vergine dei Miracoli
- Comunione di san Stanislao Kostka, prima metà del XVII secolo, olio su tela, Cassano Magnago, basilica di San Giulio
- Martirio di Sant'Irene, Parigi, 1625/50, olio su tela, 51 × 36,5 cm, Museo del Louvre[1]
- Santa Marta con il drago, 1636, Pavia, Pinacoteca Malaspina[2]
- Ritratto di gentildonna, Pavia, Pinacoteca Malaspina[3]
- Immacolata Concezione e Federico Borromeo, Collegiata della Natività di Maria Vergine ad Arona, 1642
- Adorazione dei pastori, duomo di Novara, 1643
- Purificazione della Vergine, Piacenza, 1645, Museo civico di Piacenza
- Assunta, Pinacoteca di Brera a Milano,1646[4]
- Vergine in gloria adorata da s. Carlo Borromeo e dal beato Felice da Cantalice, Pinacoteca nazionale di Parma, 1647[5]
- Madonna del Carmine, Chiesa di San Giorgio Martire (Cuggiono), 1648
- Riposo durante la fuga in Egitto, chiesa di S. Maria e S. Giorgio ad Annone Brianza, 1648
- Ritratto di gentildonna, Bologna, 1647/49, olio su tela, 200 × 120 cm, Palazzo d'Accursio
- Ritratto di gentiluomo in arme, 1650 circa, olio su tela, 215 × 117 cm, collezione privata
- Madonna e santi, Milano, olio su tela, chiesa di Santa Maria del Carmine
- ciclo di tele con Storie bibliche, cappella del Salvatore del Santuario della Beata Vergine del Rosario (Vimercate), 1648-1652
- Apparizione della Vergine di Caravaggio della Chiesa di San Vitale (Parma), del 1649
- Maddalena penitente, Città del Messico, prima metà del XVII secolo, olio su tela, 66 × 51,5 cm, Museo Soumaya
- Carità romana, prima metà del XVII secolo, olio su tela, 111 × 99 cm, collezione privata
- Sant'Antonio di Padova e Gesù Bambino, prima metà del XVII secolo, olio su tavola, 31 × 25 cm, collezione privata
- Sant'Antonio da Padova e Bambino, chiesa dei Santi Giacomo e Vincenzo a Gromo
- Madonna col Bambino, Baltimora, prima metà del XVII secolo, olio su tela, 99,8 × 80,4 cm, Walters Art Museum
- La famiglia dell'artista, Milano, prima metà del XVII secolo, olio su tela, 126 × 180 cm, Pinacoteca di Brera
- Cena in Emmaus, Monza, olio su tela, Duomo
- Susanna con i vecchioni, Lovere, Accademia Tadini
- San Luigi Gonzaga, 1608-1665, olio su tela, 102 × 79 cm
- Giuseppe e la moglie di Putifarre, Lovere, Accademia Tadini
- Paride e Elena, Mainz, olio su tela, 181 x 125 cm, Landesmuseum.

### Affreschi
- Storie bibliche, cappella del Salvatore del Santuario della Beata Vergine del Rosario (Vimercate), 1648-1652
- Affreschi della cappella di San Michele, Certosa di Pavia, 1648
- Affreschi della cappella di Sant'Ambrogio, Milano, Basilica di Sant'Ambrogio
- Natività, Affreschi della III cappella, Varese, Sacro Monte di Varese, 1650
- Disputa tra i dottori, Affreschi della V cappella, Varese, Sacro Monte di Varese
- Affreschi della X cappella, Orta, Sacro Monte di Orta, 1654
- Affreschi della XVII cappella, Orta, Sacro Monte di Orta
- Affreschi dei fregi della 4 sala e nelle volte dell'appartamento principesco del Palazzo dei Principi Ferrero-Fieschi, Masserano, ante quem 1661.